# Dacus discophorus
Dacus discophorus är en tvåvingeart som först beskrevs av Erich Martin Hering 1956.  Dacus discophorus ingår i släktet Dacus och familjen borrflugor. Inga underarter finns listade i Catalogue of Life.